# Жлоба Дмитро Петрович
Дмитро Петрович Жлоба (3 червня (15 червня) 1887 — 10 червня 1938) — радянський військовий діяч періоду Громадянської війни. Учасник Першої світової війни.
Унтер-офіцер, з українців, з сім'ї батраків, народився в Києві. Працював на заводах і шахтах Донбасу. Учасник революційних подій 1905-07 років у Миколаєві, Горлівсько-Щербинівського страйку 1916 року. 
Під час Жовтневого перевороту в Москві очолив червоногвардійський загін. У жовтні 1917 року посланий більшовиками в Україну, на Донбас, де організував загони для боротьби з військами Каледіна. Більшовик з 1917 року. 
У 1918 році командував ясинським червоногвардійським загоном, 2-м революційним північно-кавказьким полком, потім — бригадою. У вересні-листопаді 1918 року — начальник 1-і Сталевої радянської дивізії. З грудня 1918 року — командир Особливого партизанського загону 11-ї армії, в 1919 — командир 1-ї партизанської кавалерійської бригади, в 1920 році — командував 1-м кінним корпусом. Брав участь у взятті Києва більшовиками. Керував 80 боями й лише три з них програв.
З 1922 року — на радянській і господарській роботі на Кубані. З 1927 очолював Крайколгоспоб'єднання. З літа 1928 року після перевірки комісією стану хлібозаготівель у Кубанському окрузі в числі ряду працівників був знятий з посади, перебував у тривалій відпустці та жив у ст. Павловській. Влітку 1929 року поставлений на чолі «Плавбуду» (надалі перейменованого в «Кубрісобуд»), завданням якого було проведення меліоративних робіт з осушення плавнів на Кубані.
У 1938 р році репресований Сталіним.